# This Fool's Life
«This Fool's Life» es el segundo sencillo del segundo álbum de estudio de Elan, London Express, lanzado en 2005.

## Información
This Fool's Life fue por varios meses el sencillo en idioma inglés con la mayor rotación en las radiofusoras en muchos países de Latinoamérica, y uns de las canciones en inglés más escuchadas en países como México.
El video musical para This Fool's Life fue también un destacado éxito; se mantuvo por varias semanas en programas de canales de videos musicales, como el programa Top Telehit, del canal Telehit, que transmite a través de México, Centroamérica, Sudamérica, Europa y los Estados Unidos, con un histórico récord de doce semanas en la posición n.º 1 en los listados. En los 13 años de historia de Telehit, ningún otro video había permanecido por 3 meses en la posición n.º 1 del listado de voto popular.
En Australia, el video debutó en la posición número uno en video 'streaming, con más de 100.000 vistas para su primera semana en Australia's Undercover, el más importante sitio de música en Australia. This Fool's Life ha tenido casi doce veces más la cantidad de vistas para su semana debut que cualquier otro video.